# فنسنت فان خوخ
فنسنت وليم فان خوخ (بالهولندية: Vincent Willem van Gogh بالألفبائية الصوتية الدولية: /vɪnˈsɛnt vɑn xɔx/) (30 مارس 1853 - 29 يوليو 1890) كان رسامًا هولندياً، مصنف كأحد فناني الانطباعية. تتضمن رسومه بعضًا من أكثر القطع شهرة وشعبية وأغلاها سعرًا في العالم. عانى من نوبات متكررة من المرض العقلي — توجد حولها العديد من النظريات المختلفة — وأثناء إحدى هذه الحوادث الشهيرة، قطع جزءًا من أذنه اليسرى. كان من أشهر فناني التصوير التشكيلي. اتجه للرسم التشكيلي للتعبير عن مشاعره وعاطفته. في آخر خمس سنوات من عمره رسم ما يفوق 800 لوحة زيتية.

## حياته المبكرة
ولد فنسنت فان خوخ في زونديرت في هولندا يوم 30 مارس 1853. جاءت ولادة فان خوخ بعد سنة واحدة من اليوم الذي ولدت فيه أمه طفلاً ميتاً بالولادة، سمي أيضاً بفنسنت. توقع البعض  حدوث صدمة نفسية لفنسنت فان خوخ لاحقاً كنتيجة لكونه «طفلًا بديلًا» له شقيق  ميت يحمل نفس الاسم وتاريخ الولادة. بقيت  هذه النظرية غير مؤكدة، وليس هناك دليل تاريخي فعلي يدعمها.
ولد فنسنت لثيودوروس فان خوخ (1822 - 1885)، قس كنيسة إصلاحية هولندي، وآنا كورنيليا كاربنتوس (1819 - 1907). كان فنسنت الأكبر بين إخوته، وكان لديه شقيقان أصغر منه هما ثيو وكور ولديه ثلاث شقيقات هن إليزابيث وآنا ووليمين. كان فنسنت يحب أمه ووالده كثيرا لدرجة أنه عندما كُسرت قدم أمه ذات مرة سنة 1884، رسم لها الكنيسة الموجودة في قريتهم لأنها لم تكن تستطيع زيارتها، فرسمها من أجل إسعادها وجعلها ترى الكنيسة المفضلة لديها من منزلها. مع ذلك، لم يستطع الحصول على حبها وتقديرها له. مكث فان خوخ في مدرسة داخلية في زيفينبيرجين لسنتين، وبعد ذلك أكمل دراسته في مدرسة الملك وليم الثاني الثانوية في تيلبيرغ لسنتين أخريين. في ذلك الوقت أي في عام 1868، ترك فان خوخ دراسته في سن الخامسة عشرة ولم يعد إليها.
في عام 1869، انضم فنسنت فان خوخ إلى مؤسسة غووبيل وسي (Goupil & Cie)، وهي شركة لتجار الفن في لاهاي. كانت عائلة فان خوخ لفترة طويلة مرتبطة بعالم الفن، فقد كان عمّا فنسنت كورنيليس (العم كور) وفنسنت (العم سنت)، تاجري قطع فنية. أمضى أخوه الأصغر ثيو حياته كتاجر فني، ونتيجة لذلك كان له تأثير كبير على مهنة فنسنت اللاحقة كفنان.
كان فنسنت ناجحا نسبياً كتاجر فني، وبقى مع غووبيل وسي لسبع سنوات إضافية. في عام 1873 نقل إلى فرع الشركة في لندن وأعجب سريعاً بالمناخ الثقافي الإنجليزي. في أواخر شهر أغسطس/آب، انتقل فنسنت إلى طريق هاكفورد 87، and worked at Messrs. Goupil & Co., 17 Southampton Street. وعاش مع أورسولا لوير وابنتها يوجيني. قيل بأن فنسنت كان مهتماً بيوجيني عاطفياً، ولكن العديد من كتاب السير الأوائل نسبوا اسم يوجيني بشكل خاطئ لأمها أورسولا. بقى فينسينت فان خوخ في لندن لسنتين أخريين. خلال تلك الفترة زار العديد من المعارض الفنية والمتاحف، وأصبح معجباً كثيراً بالكتاب البريطانيين أمثال جورج إليوت وتشارلز ديكينز. كان فان خوخ أيضاً معجباً كثيراً بالنقاشين البريطانيين. أعمالهم ألهمت وأثرت في حياة فان خوخ الفنية اللاحقة.

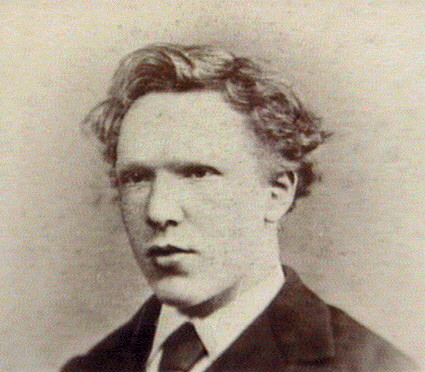
فان خوخ في سن التاسعة عشرة

أصبحت العلاقة بين فنسنت وغووبيل أكثر توتراً على مر السنوات، وفي مايو/مايس 1875 نقل إلى فرع الشركة في باريس. ترك فنسنت غووبيل في أواخر شهر مارس/آذار من عام 1876، وقرر العودة إلى إنجلترا حيث كانت السنتان اللتان قضاهما هناك سعيدتين. في أبريل/نيسان بدأ فينسينت فان خوخ في مجال التعليم في مدرسة القس وليام ب. ستوكس في رامسجيت. كان مسؤولاً عن 24 ولداً تتفاوت أعمارهم ما بين 10 إلى 14 سنة. واصل فان خوخ في وقت فراغه بزيارة المعارض وتقديم الاحترام للعديد من القطع الفنية العظيمة هناك. كرّس نفسه أيضاً لدراسة الكتاب المقدس، فأمضى العديد من الساعات يقرأ ويعيد قراءة الإنجيل. كان صيف 1876 وقتاً دينياً بالنسبة لفنسنت فان خوخ. بالرغم من أنه تربى في عائلة دينية، لم يبدأ بتكريس حياته إلى الكنيسة بجدية إلا عند هذه السن.

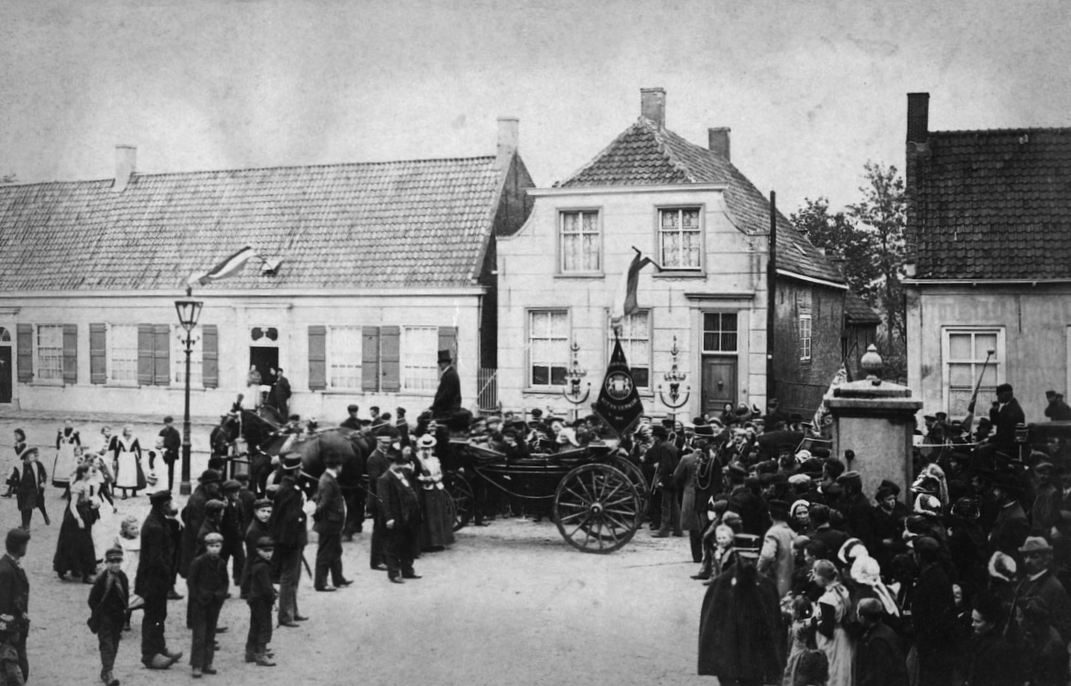
البيت الذي ولد فيه فنسنت فان خوخ (صورة تعود إلى عام 1900)

من أجل التحول من معلم إلى رجل دين، طلب فنسنت من القس جونز بأن يعطيه المزيد من المسؤوليات المعينة لرجال الدين. وافق جونز، وبدأ فنسنت بالحديث عند اجتماعات الصلاة في أبرشية تيرنهام غرين. هذا الحديث عمل كوسيلة لتهيئة فنسنت للمهمة التي انتظرها لمدة طويلة وهي خطبته الأولى في يوم الأحد. بالرغم من أن فنسنت كان متحمساً للحصول على فرصة بأن يكون قسًا، إلا أن خطبه كانت باهتة وغير حيوية بشكل كبير. اختار فينسينت فان خوخ البقاء في هولندا بعد زيارة عائلته في عيد الميلاد. بعد العمل لمدة قصيرة في مكتبة في دوردريخت في أوائل العام 1877، توجه فنسنت إلى أمستردام في 9 مايو/أيار لتهيئة نفسه لفحص دخول الجامعة لدراسة علم اللاهوت. تلقى فنسنت تلك دروسًا في اللغتين اليونانية واللاتينية والرياضيات، ولكن بسبب قلة براعته أرغم في النهاية على ترك الدراسة بعد خمسة عشر شهراً. وصف فنسنت هذه الفترة لاحقاً بأنها أسوأ فترات حياته. في نوفمبر/تشرين الثاني أخفق فنسنت في التأهل إلى المدرسة التبشيرية في لايكين، ولكن الكنيسة أوصت في النهاية بأن يذهب إلى منطقة التنقيب عن الفحم في بوريناج في بلجيكا.
في يناير/كانون الثاني من عام 1879، بدأ فنسنت برعاية عمال مناجم الفحم وعائلاتهم في قرية التعدين واسميس. شعر فنسنت بارتباط عاطفي قوي نحو عمال المناجم، حيث تعاطف مع أوضاع عملهم المخيفة وفعل ما بمقدوره، كزعيم روحي، وذلك لتخفيف عبء حياتهم. هذه الرغبة الإيثارية أوصلته إلى مستويات كبيرة جداً عندما بدأ فنسنت بإعطاء أغلب مأكله وملبسه إلى الفقراء الواقعين تحت رعايته. على الرغم من نوايا فنسنت النبيلة، رفض ممثلو الكنيسة زهد فان خوخ بقوة وطردوه من منصبه في يوليو/تموز. رافضاً تركه للمنطقة، انتقل فان خوخ إلى قرية مجاورة تدعى كيوسميس (Cuesmes)، وبقي هناك فقيرًا معدمًا. في السنة التالية كافح فنسنت من أجل العيش، ورغم أنه لم يكن قادرًا على مساعدة سكان القرية بأي صفة رسمية كرجل دين، اختار أن يبقى معهم كأحد أفراد الرعية. في أحد الأيام شعر فنسنت بضرورة زيارة بيت جولز بريتون، وهو رسام فرنسي كان يحترمه كثيرًا، وتطلب ذلك المشي لمسافة سبعين كيلومتراً إلى كوريير (Courrières) في فرنسا، مع أنه لم يكن في جيبه سوى 10 فرنكات. عند وصوله، منعه مجله الشديد من دق الباب، فعاد إلى كيوسميس فاقدًا الثقة بشكل كبير. في ذلك الوقت اختار فنسنت فان خوخ الفن ليكون مهنته اللاحقة.

## بدايته كفنان
في خريف العام 1880، وبعد أكثر من عام من العيش بفقر في بوريناج، توجه فنسنت إلى بروكسل لبدء دراساته الفنية. تشجع فنسنت على بدء هذه الدراسات نتيجة للعون المالي من أخيه ثيو. كان فنسنت وثيو قريبين من بعضهما البعض على الدوام في طفولتهما وفي أغلب حياتهما التالية، حيث بقيا يراسلان بعضهما البعض باستمرار. عدد هذه الرسائل أكثر من 700، وهي تشكل أغلب معرفتنا بتصورات فان خوخ حول حياته الخاصة وحول أعماله.
قدم فنسنت طلباً للدراسة في مدرسة الفنون الجميلة (École des Beaux-Arts) في بروكسل لمدة قصيرة. بعد ذلك واصل فنسنت دروس الرسم وحده بأخذ الأمثلة من بعض الكتب مثل "Travaux des champs" لجوان فرانسوا ميلي و"Cours de dessin" لتشارلز بارغ. في فصل الصيف عاش فنسنت مع أبويه مرة أخرى في إتين، وخلال تلك الفترة قابل ابنة عمه كورنيليا أدريانا فوس ستريكير (تسمى «كي»). أصبحت كي (1846 - 1918) أرملة مؤخراً وكانت تربي ابنها الصغير وحدها. وقع فنسنت في حب كي وتحطمت مشاعره حينما رفضته، فأصبحت تلك الحادثة إحدى أبرز الحوادث في حياة فان خوخ. بعد ذلك قرر فنسنت مواجهتها في بيت أبويها. رفض أبو 'كي' السماح لفنسنت برؤية ابنته  فقرر فنسنت وضع يده على قمع مصباح زيتي ليحرق نفسه متعمداً قائلا: «اجعلوني أراها قدر ما أستطيع وضع يدي في هذا اللهب». كان هدف فنسنت أن يضع يده على اللهب حتى يسمح له برؤية كي، ولكن أبوها قام بسرعة بإطفاء المصباح، فغادر فنسنت البيت مذلاً.
على الرغم من النكسات العاطفية مع كي والتوترات الشخصية مع أبيها، وجد فنسنت بعض التشجيع من أنتون موف (1838 - 1888)، ابن عمه بالزواج. صنع موف من نفسه فناناً ناجحاً، ومن بيته في لاهاي زود فنسنت بمجموعته الأولى من الألوان المائية، وهكذا بدأ فنسنت بالعمل بواسطة الألوان. كان فنسنت معجباً كثيراً بأعمال موف وكان ممتناً له. وكانت علاقتهما جيدة، لكنها توترت عندما بدأ فنسنت بالعيش مع مومس.
قابل فينسينت فان خوخ كلاسينا ماريا هورنيك (1850 - 1904) في أواخر فبراير/شباط 1882 في لاهاي. كانت هذه الامرأة (الملقبة بـ «سين») حاملاً بطفلها الثاني عندما قابلها فان خوخ، لكنها انتقلت للعيش معه بعد فترة قصيرة لسنة ونصف السنة. نمت مواهب الفنان بشكل كبير بمساعدة سين وأطفالها في تلك الفترة. رسومه المبكرة لعمال مناجم الفحم في بوريناج فسحت له المجال لأعمال أفضل، محملة بالكثير من العواطف. في لوحة «سين جالسة على السلة مع فتاة»، صور فنسنت الحياة العائلية الهادئة بمهارة، مع بعض الإحساس باليأس، وهي المشاعر التي عرف بها في الأشهر التسع عشرة التي عاش فيها مع سين.
كانت السنة 1883 مرحلة انتقالية أخرى بالنسبة لفان خوخ في حياته الشخصية وفي دوره كفنان. بدأ فنسنت الرسم الزيتي في عام 1882. مع تقدم مهاراته الرسومية، تدهورت علاقته مع سين فافترقا في سبتمبر/أيلول. ترك فنسنت لاهاي في منتصف شهر سبتمبر/أيلول للسفر إلى درينتي في هولندا. عاش فنسنت في الأسابيع الست التالية حياة البداوة، حينما انتقل في كافة أنحاء المنطقة ورسم المناظر الطبيعية البعيدة مع سكانها.
عاد فنسنت مرة أخرى إلى بيت أبويه في نوينين في أواخر العام 1883. واصل فينسينت فان خوخ حرفته طوال السنة التالية، وأنتج عشرات الرسوم أثناء تلك الفترة، مثل لوحات الحياك والغزالون وغيرهما. أصبح الفلاحون المحليون مواضيع اهتمامه لأنه شعر بصلة قوية نحوهم، وجزئياً كان سبب ذلك إعجابه بالرسام ميليه الذي أنتج بنفسه لوحات تعطف على العمال في الحقول. كانت مارجوت بيجيمان (1841 - 1907)، التي عاشت عائلتها إلى جوار أبوي فنسنت، كانت تعشقه، وقادتها علاقتها العاطفية إلى محاولة الانتحار بالسم. كان فنسنت مذهولاً جداً لتلك الحادثة. تعافت مارجوت في النهاية، لكن الحادثة أزعجت فنسنت كما أشار إليها في رسائله في العديد من المناسبات.

## ظهور أعماله الناجحة الأولى
في الأشهر الأولى من العام 1885، واصل فان خوخ إنتاج سلسلة اللوحات حول الفلاحين. نظر فنسنت إلى تلك اللوحات كدراسة تستمر في تطوير حرفته لتحضير أعماله الأكثر نجاحاً حتى الآن. عمل فنسنت طوال شهري مارس وأبريل على هذه الدراسات، وقد صرف انتباهه عنها لفترة وجيزة حينما رحل أبوه في 26 مارس/آذار. كانت علاقة فنسنت مع أبيه متوترة جداً في خلال السنوات القليلة الأخيرة، إلا أنه بالتأكيد لم يكن سعيداً بشأن موته، لكنه منفصل عاطفياً عنه، مما سمح له بمواصلة العمل بشكل اعتيادي.

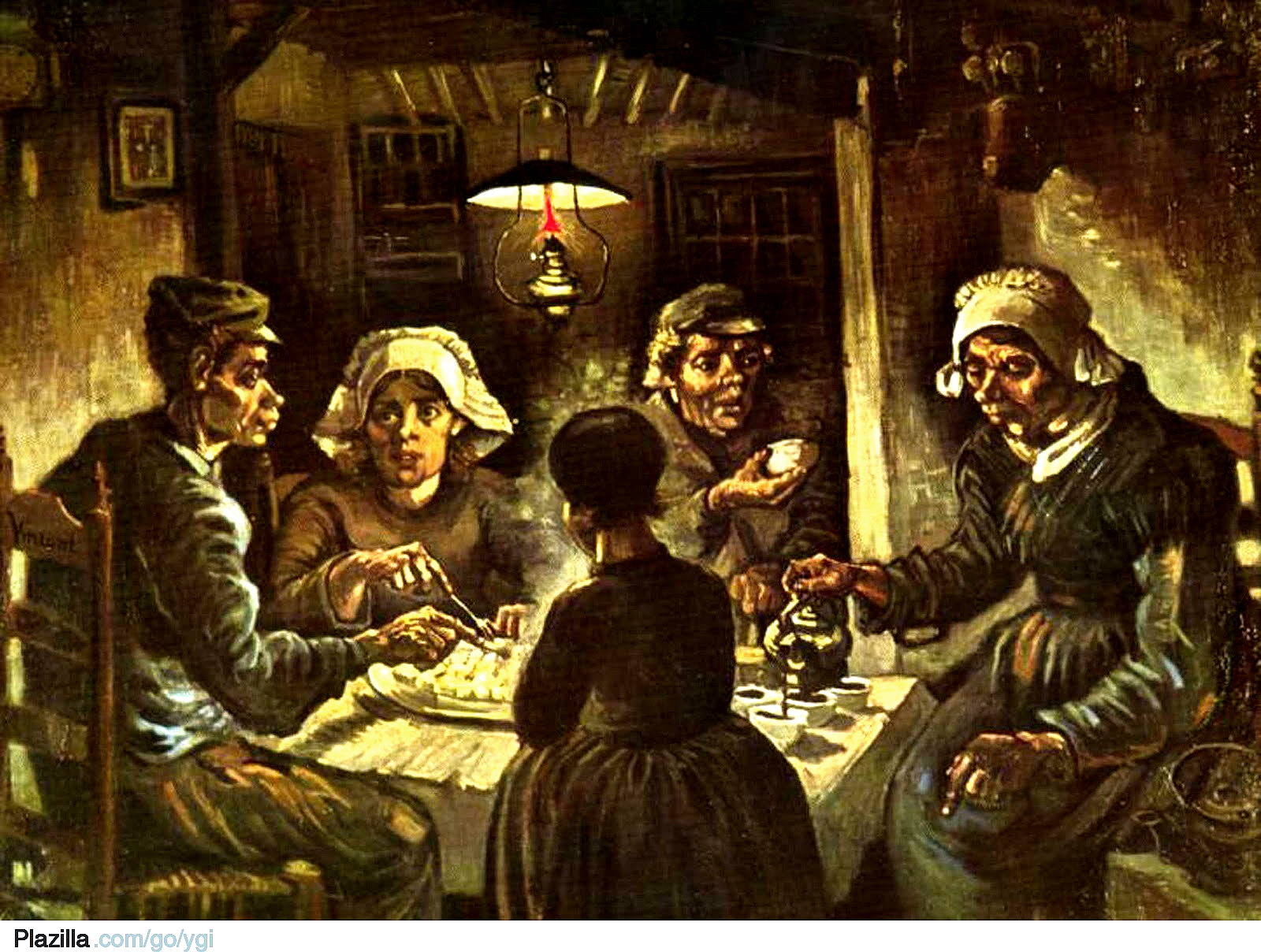
لوحة آكلو البطاطا (أبريل 1885)

بعد العمل الشاق وتطوير الأساليب باستمرار في السنوات الماضية استطاع إنتاج لوحته العظيمة الأولى وهي «آكلو البطاطا». عمل فنسنت على لوحة آكلو البطاطا طوال شهر أبريل/نيسان من العام 1885. أنتج مسودات مختلفة لتحضير النسخة الزيتية الكبيرة الأخيرة على الجنفاص. تعرف لوحة آكلو البطاطا بأنها أول قطعة حقيقية نادرة لفنسنت فان خوخ، فتشجع إثر ردود الفعل بشأنها. ولكن صديقه وزميله الفنان أنتون فان رابارد (1858 - 1892) لم يعجب بعمله، وأدت تعليقاته حول لوحته إلى نهاية صداقتهما. بالرغم من أن فنسنت يغضب وينزعج من نقد أعماله، إلا أنه كان مسروراً من النتيجة عموماً، وهكذا بدأ مرحلة أفضل من حياته. واصل فان خوخ العمل طوال العام 1885، لكنه أصبح قلقاً مرة أخرى وبحاجة للتشجيع من جديد. انضم لفترة وجيزة إلى الأكاديمية في أنتويرب في بداية العام 1886، لكنه تركها بعد حوالي أربع أسابيع لاستيائه من صرامة المدرسين. كما تظاهر كثيراً في طوال حياته، شعر فنسنت بأن الدراسة الرسمية هي بديل سيئ للعمل. عمل فنسنت لخمس سنوات صعبة بشحذ مواهبه كفنان، ومع إنشاء لوحة أكلة بطاطة أثبت لنفسه أنه رسام من الطراز الأول. لكنه أراد باستمرار أن يحسن أوضاع نفسه، وذلك لاكتساب الأفكار وليستكشف التقنيات الجديدة حتى يصبح الفنان الذي يتطلع حقاً لأن يكون. أنجز في هولندا بقدر ما استطاع، فتركها وذهب إلى باريس.

## في باريس
أخذ فينسينت فان خوخ يتراسل مع أخيه ثيو طوال بداية العام 1886 في محاولة لإقناعه بالانتقال إلى باريس. كان ثيو مدركاً لشخصية أخيه القاسية. وصل فنسنت إلى باريس في أوائل شهر مارس/آذار. كانت فترة فان خوخ في باريس مميزة بالنسبة لحياة الفنان. السنتان اللتان قضاهما فنسنت في باريس هما أيضاً أحد الفترات غير الموثقة من حياته بشكل كبير، لأن كتاب السير كانوا يعتمدون على الرسائل بين فنسنت وثيو لمعرفة الحقائق، وقد توقفت الرسائل عندما عاشا الأخوان سوية في شقة ثيو، في منطقة مونتمارتريه بباريس.

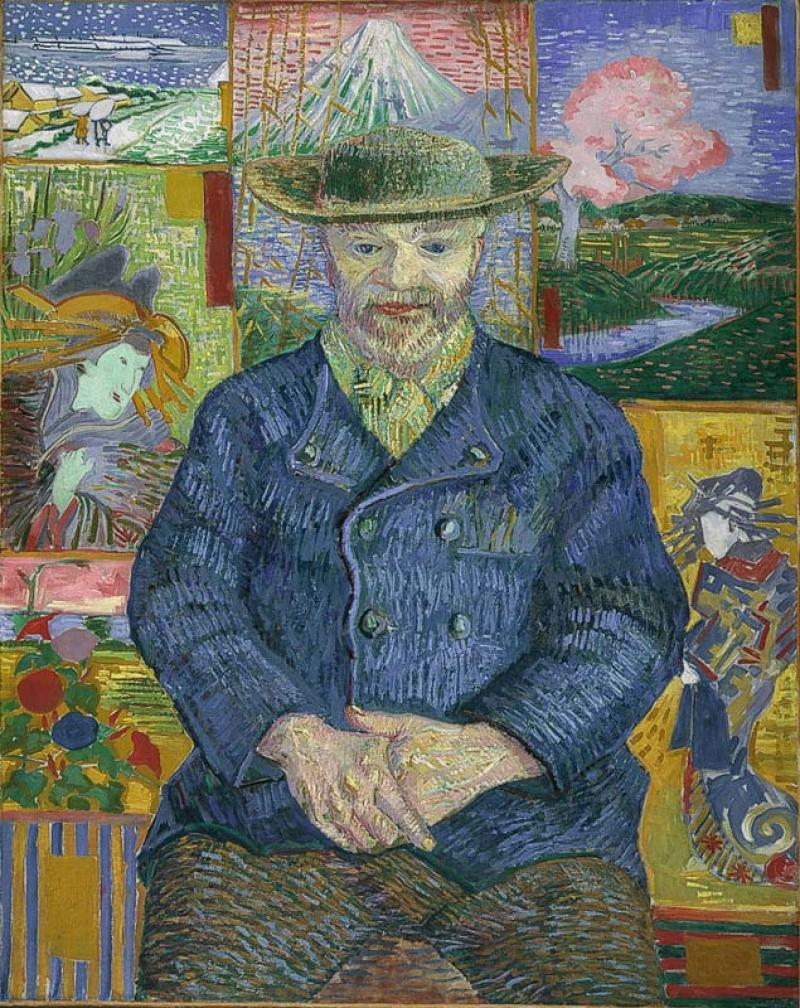
صورة بيري تانغاي (1887 - 1888)

كان لثيو كتاجر فني العديد من الاتصالات، فأصبح فنسنت مألوفاً لدى الفنانين الرائدين في باريس في ذلك الوقت. كان فان خوخ في خلال السنتين اللتين تواجد فيهما في باريس يقوم بزيارة بعض المعارض المبكرة للانطباعيين، حيث عرضت أعمال بواسطة ديغاس، ومونيه، ورينوار، وبيسارو، وسيورا، وسيسلي. تأثر فان خوخ بدون شك بطرق الانطباعيين، لكنه بقى مخلصاً لأسلوبه الفريد على الدوام. كان فان خوخ في طوال تلك السنتين يستخدم بعضاً من تقنيات الانطباعيين، لكنه لم يدع تأثيرهم القوي بأن يكتسحه.
تمتع فنسنت بالرسم في ضواحي باريس طوال العام 1886. بدأت لوحاته بالابتعاد عن الألوان الداكنة وبدأت تأخذ ألوان الانطباعيين الأكثر حيوية. وما أضاف من تعقيد أسلوب فان خوخ أنه حينما كان في باريس أصبح مهتماً بالفن الياباني. فتحت اليابان موانئها مؤخراً للدول الغربية بعد قرون من الحصار الثقافي، وكنتيجة لتلك الانعزالية الطويلة سحر العالم الغربي بالثقافة اليابانية. بدأ فان خوخ باكتساب مجموعة كبيرة من الطبعات الخشبية اليابانية الموجودة الآن في متحف فان خوخ في أمستردام، وعكست لوحاته في أثناء ذلك الوقت الاستعمال الحيوي للألوان المفضلة عند الانطباعيين والألوان اليابانية المنعكسة. بالرغم من أن فان خوخ أنتج ثلاث لوحات يابانية فقط، إلا أن التأثير الياباني على فنه كان موجوداً بشكل دقيق في طوال بقية حياته.
كان العام 1887 في باريس مرحلة تطور أخرى لفنسنت كفنان، لكنها أيضاً سببت له خسائر فادحة، عاطفية وجسدية. عندما أصر فنسنت على الانتقال والعيش مع ثيو، قام بذلك على أمل أن يحسن الاثنان من إدارة نفقاتهما وليتمكن فنسنت بسهولة أكثر من أن يكرس نفسه إلى الفن. ولكن عيشه مع أخيه أدى كذلك إلى الكثير من التوتر بينهما. كما كان الحال في طوال حياته، جعل الطقس السيئ في أثناء فصل الشتاء فنسنت عصبياً ومكتئباً. لم يكن فنسنت أكثر سعادة من حينما انسجم مع الطبيعة وعندما كان الطقس أفضل. في أثناء الشهور الشتائية الكئيبة في باريس - في عامي 1887 و1888 - أصبح فان خوخ أكثر قلقاً لأن الصور والألوان الكئيبة نفسها ظهرت مرة ثانية. سنتا فان خوخ في باريس كانتا أكثر تأثيراً على تطوره المستمر كفنان. لكنه حصل على ما كان يريد، فحان وقت الانتقال. لم يكن فنسنت سعيداً أبداً في المدن الكبيرة، فقرر ترك باريس نحو الجنوب.

## الانتقال إلى الجنوب

لوحة تمثل حجرة نوم الفنان فينست فاكوخ تحت عنوان "غرفة نوم في آرل" التي رسمها سنة 1888.

انتقل فينسينت فان خوخ إلى آرل في بداية العام 1888 لعدة أسباب منها كرهه لباريس وللشهور الطويلة من الشتاء فيها. السبب الآخر كان حلم فنسنت بتأسيس نوع من المطارحات للفنانين في آرل، حيث يلجأ إليه رفاقه في باريس، ويعملون سوية، ويدعمون بعضهم البعض نحو هدف مشترك. استقل فان خوخ القطار من باريس إلى آرل في 20 فبراير/شباط 1888 وهو متطلع لمستقبل ناجح. لا شك في أن فان خوخ كان خائب الأمل في آرل في أسابيعه الأولى هناك. وجد فنسنت آرل باردة بشكل غير اعتيادي. لا بد وأن يثبط ذلك من عزيمة فنسنت الذي ترك كل شخص يعرفه وراءه ليبحث عن الدفء في الجنوب. كان الطقس القاسي قصيراً فبدأ فنسنت برسم بعض من أفضل أعماله.

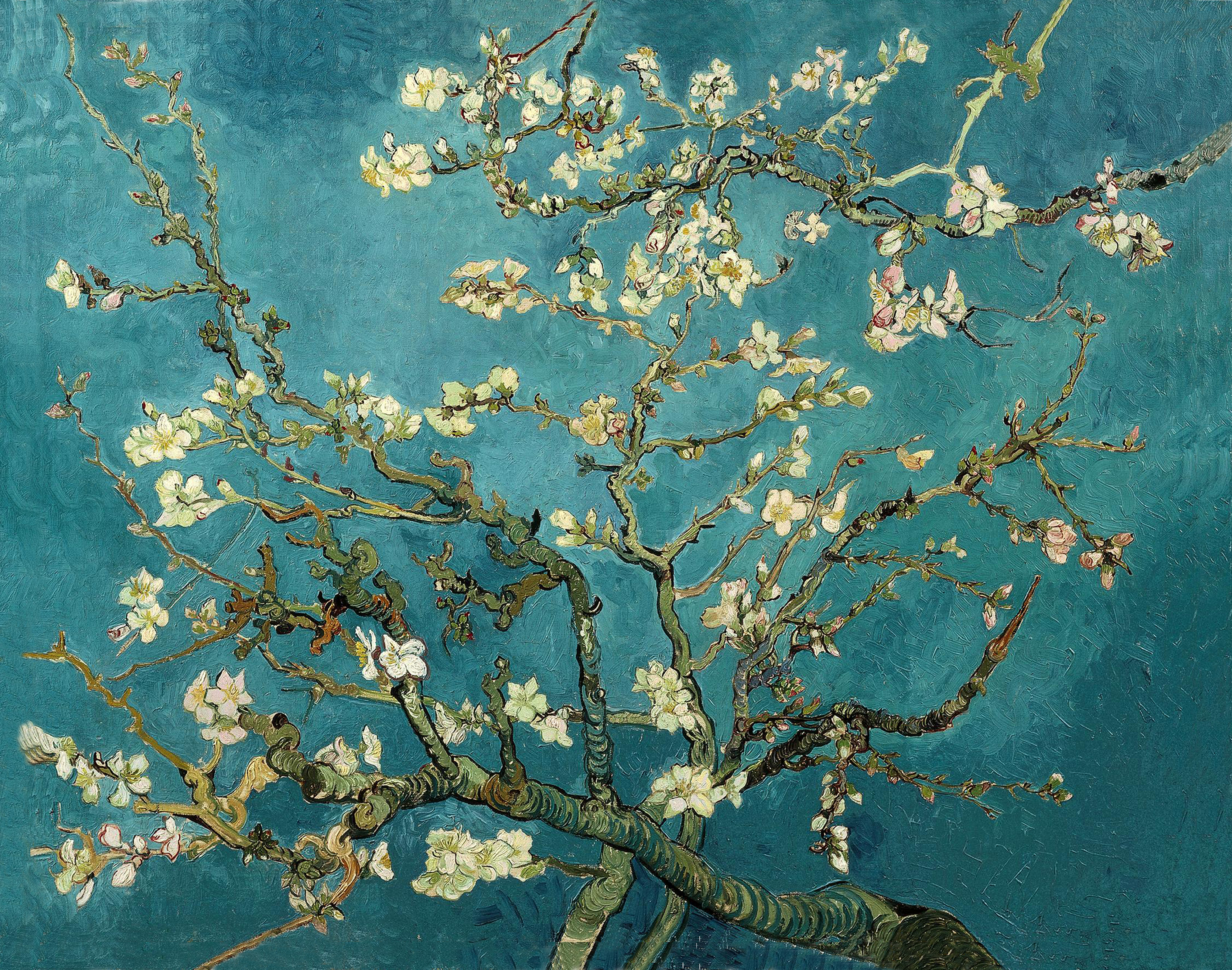
فِروع شَجرَة اللَوز المُزهِرة ، بريشة فان جوخ 1888، متحف فان جوخ ، أمستردام.

عندما ارتفعت درجة الحرارة، لم يهدر فنسنت فرصة البدأ بالعمل في الطبيعة، وقام بعدة أعمال من بينها رسمة «منظر طبيعي لطريق وأشجار مشذبة»، ولوحة «الطريق عبر حقل الصفصاف». أنتجت الرسمة في مارس/آذار حيث تبدو الأشجار والمنظر الطبيعي كئيبة جداً بعد فصل الشتاء. أما اللوحة فقد رسمت بعد شهر وهي تعرض البراعم الربيعية على نفس الأشجار. في تلك الأثناء رسم فان خوخ سلسلة من لوحات البساتين المنفتحة. كان فنسنت مسروراً بما أنتج، وشعر بالتجدد. كانت الشهور التالية أكثر سعادة بالنسبة إليه. حجز فنسنت غرفة في مقهى دي لاغار في أوائل مايو/مايس، واستأجر بيتاً أصفراً كمكان يرسم فيه ويضع لوحاته. في الحقيقة لم ينتقل فنسنت إلى البيت الأصفر حتى سبتمبر/أيلول، حينما أسسه كقاعدة لما سماه بإستوديو الجنوب.
عمل فنسنت بجد في طوال فصلي الربيع والصيف، وبدأ بإرسال بعض أعماله لثيو. تمتع برفقة الناس وفعل ما بمقدوره أثناء تلك الشهور للحصول على الأصدقاء. بالرغم من أنه كان وحيداً جداً في بعض الأحيان، صادق فنسنت بول يوجين ميلي وجندياً آخراً، كما رسم صورهما. لم يفقد فنسنت الأمل أبداً في إمكانية تأسيس مطارحة للفنانين، وبدأ بتشجيع بول غوغان للانضمام إليه في الجنوب، لكن الفرصة لم تكن محتملة، لأن انتقال غوغان يتطلب الكثير من العون المالي من ثيو، الذي لم يعد يتحمل المزيد. في أواخر يوليو/تموز توفي فنسنت (عم فان خوخ) وترك إرثاً لثيو. مكن ذلك المال ثيو من تبني انتقال غوغان إلى آرل. شعر ثيو بأن فنسنت سيكون أكثر سعادة واستقراراً برفقة غوغان، كما أمل ثيو في أن تكون لوحات غوغان مربحة بالنسبة إليه. بخلاف فنسنت حقق بول غوغان درجة أصغر من النجاح. وصل غوغان إلى آرل بالقطار في وقت مبكر من يوم 23 أكتوبر/تشرين الأول.

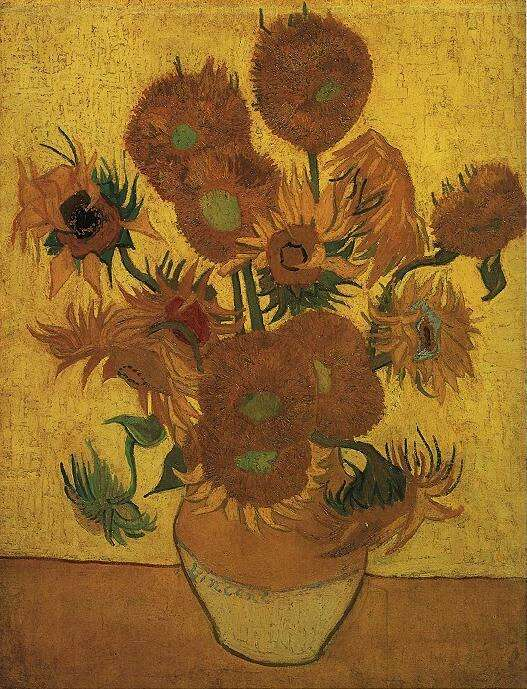
لوحة دوار الشمس (1889)

الشهران التاليان كانا محوريين وكارثيين لفينسينت فان خوخ ولبول غوغان. في البداية كان فان خوخ وغوغان جيدين سوية، حيث قاما بالرسم في آرل، كما ناقشا الفن والتقنيات المختلفة. ولكن مع مرور الأسابيع، تدهور الطقس ووجد الاثنان أنفسهما مرغمين على البقاء في الداخل كثيراً. مثلما هو الحال على الدوام، تقلب مزاج فنسنت لمجاراة الطقس. بسبب انجبار فنسنت على العمل في الداخل، أدى ذلك إلى التخفيف من كآبته. بعث فنسنت إلى ثيو رسالة قائلاً فيها أنه قام برسم لوحات لعائلة كاملة وهي عائلة رولن. تلك اللوحات بقت من بين أفضل أعماله.
تدهورت العلاقة بين فان خوخ وغوغان في ديسمبر/كانون الأول، فأصبحت مجادلاتهما الساخنة كثيرة الحدوث. في 23 ديسمبر/كانون الأول أصيب فنسنت فان خوخ بنوبة عقلية جنونية، فقطع الجزء الأوطأ من أذنه اليسرى بواسطة شفرة حلاقة، ثم انهار. اكتشفته الشرطة ثم أدخل إلى مستشفى هوتيل ديو في آرل. بعد أن أرسل غوغان برقية إلى ثيو، اتجه فوراً إلى باريس دون أن يزور فان خوخ في المستشفى. تراسل فان خوخ وغوغان لاحقاً لكنهما لم يجتمعا شخصياً مرة أخرى. كان فنسنت وهو في المستشفى تحت عناية الدكتور فيليكس راي (1867 - 1932). عانى بعد أسبوع من الكثير من فقدان الدم. كان ثيو الذي أسرع بالمجيء من باريس على يقين من أن فنسنت سيموت، لكنه تعافى كلياً مع نهاية ديسمبر/كانون الأول وبداية الشهر التالي.
الأسابيع الأولى من العام 1889 لم تكن سهلة بالنسبة لفينسينت فان خوخ. عاد فنسنت بعد تعافيه إلى بيته الأصفر، لكنه واصل زياراته إلى لدكتور راي لإجراء الفحوصات ولتغيير ضمادات رأسه. كان فنسنت متحمساً بعد التوقف، لكن مشاكله المالية استمرت، كما شعر باكتئاب جزئي عندما قرر صديقه المقرب جوسف رولن (1841 - 1903) لقبول موقع أفضل للعيش فانتقل مع عائلته إلى مارسيليا. كان رولن صديقاً عزيزاً ومخلصاً لفنسنت في معظم وقته في آرل. أصبح فنسنت كثير الإنتاج طوال يناير/كانون الثاني وبداية الشهر التالي، فرسم بعضاً من أعماله المعروفة مثل لوحتي «لابيرسوز» و«دوار الشمس». في 7 فبراير/شباط عانى فنسنت من نوبة أخرى تخيل فيها نفسه بأن مسمم. نقل فنسنت مرة أخرى إلى مستشفى هوتيل ديو للمعالجة، ومكث هناك 10 أيام، لكنه عاد مرة أخرى إلى البيت الأصفر بعد ذلك.
أصبح بعض مواطني آرل قلقين في ذلك الوقت بسبب سلوك فنسنت، فوقعوا عريضة بخصوص مخاوفهم. أرسلت العريضة لرئيس بلدية آرل ثم لمدير الشرطة الذي أمر فان خوخ بدخول المستشفى مرة أخرى. بقى فنسنت في المستشفى للأسابيع الست التالية، ولكن سمح له بالمغادرة تحت الإشراف في بعض الأحيان لكي يقوم بالرسم ولوضع أملاكه في المخزن. كان ذلك وقتاً منتجاً لكن فان خوخ كان مثبط العزيمة عاطفياً. كما كان الحال قبل سنة، عاد فان خوخ لرسم البساتين المنفتحة حول آرل. ولكن بينما كان ينتج بعضاً من أفضل أعماله، أدرك فنسنت بأن موقفه غير ثابت، وبعد المناقشات مع ثيو وافق على اللجوء إلى مستشفى سان بول دي موسول النفسي في سان ريمي دي بروفانس طوعاً. ترك فان خوخ آرل في 8 مايو/مايس.

## المستشفى النفسي
عند وصوله إلى المستشفى، وضع فان خوخ تحت عناية الدكتور ثيوفيل زشريي أوغسطي بيرون (1827 - 1895). بعد فحص فنسنت ومراجعة حالته، اقتنع الدكتور بيرون بأن مريضه كان يعاني من الصرع. بعد أسابيع، بقيت حالة فنسنت العقلية مستقرة وسمح له بالاستمرار في الرسم. وفي منتصف الشهر يونيو/حزيران أنتج فان خوخ عمله الأفضل وهو لوحة «ليلة النجوم».

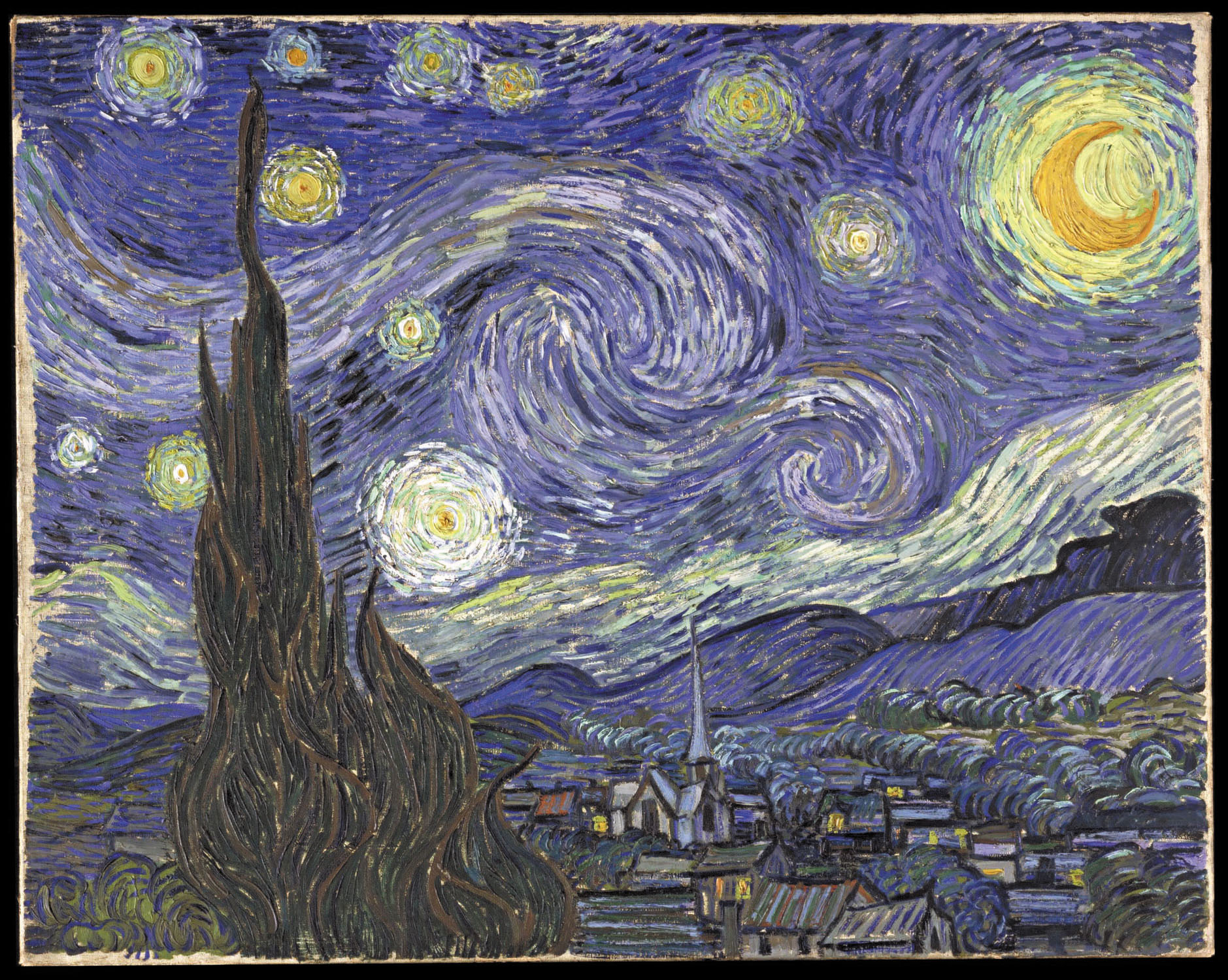
لوحة ليلة النجوم (1889)

حالة فان خوخ العقلية الهادئة نسبياً لم تدم طويلاً، فأصيب بنوبة أخرى في منتصف الشهر يوليو/تموز. حاول فنسنت ابتلاع لوحاته الخاصة ولذلك وضع في المستشفى ولم يسمح له بالوصول إليها. رغم أنه تعافى سريعاً من الحادثة، أصيب فان خوخ بالإحباط بعدما حرم من الشيء الوحيد الذي يحبه وهو فنه. في الأسبوع التالي، سمح الدكتور بيرون لفان خوخ باستئناف الرسم. تزامن ذلك الاستئناف مع حالة عقلية جيدة. أرسل فنسنت رسائل لثيو تفصل حالته الصحية غير الثابتة. كما أن الأخير كان مريضاً أيضاً في بداية العام 1889. لم يستطع فان خوخ مغادرة غرفته لمدة شهرين، لكنه في الأسابيع التالية تغلب على مخاوفه مرة أخرى واستمر بالعمل. في أثناء ذلك الوقت بدأ فنسنت بالتخطيط لمغادرته النهائية من المستشفى النفسي في سان ريمي. طرح ذلك على ثيو الذي بدأ بالاستعلام عن البدائل المحتملة لعناية فنسنت الطبية.

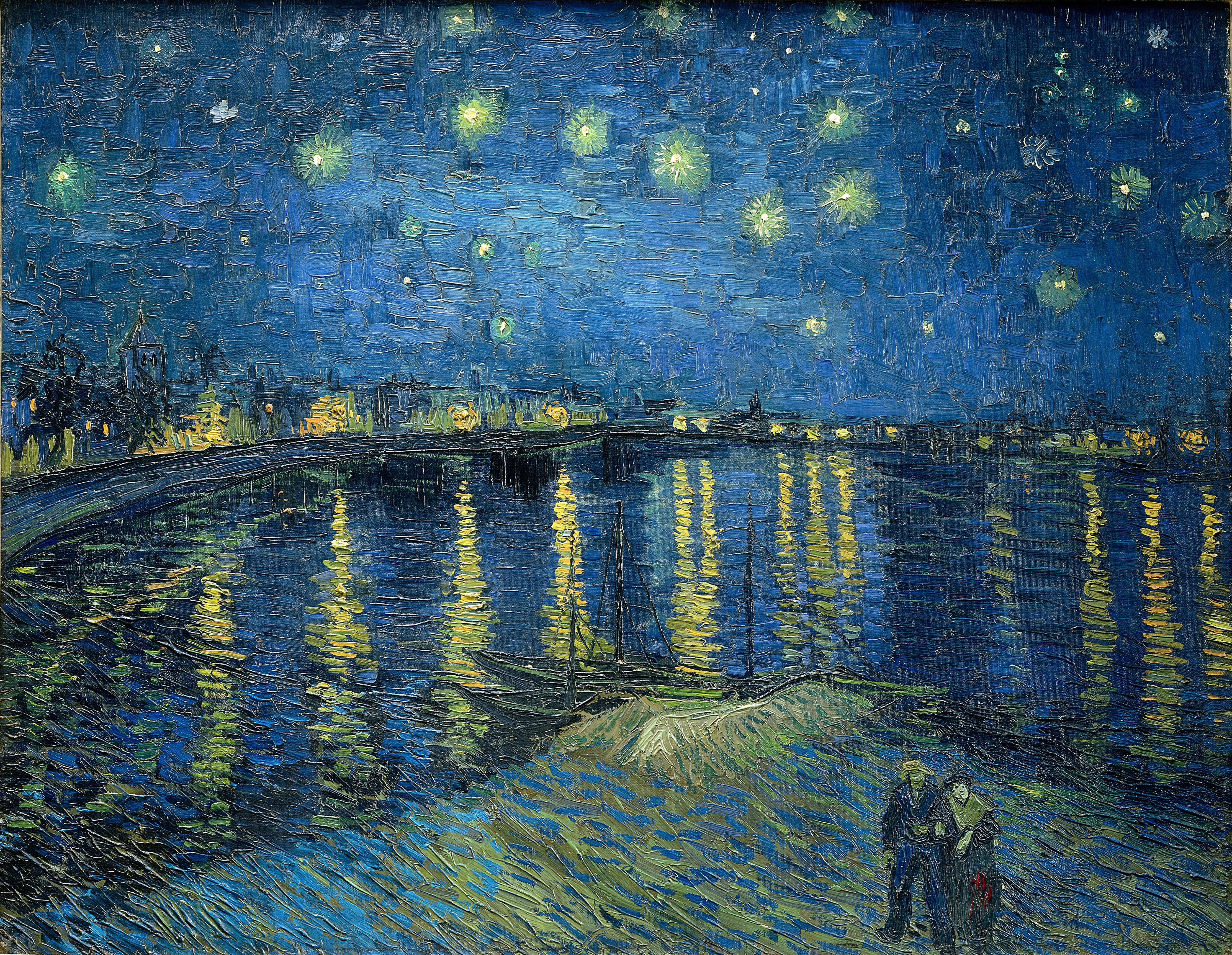
لوحة لَيلَة النُجومْ على نَهر الرونْ (1890).

بقت صحة فان خوخ العقلية والجسدية مستقرة جداً في بقية العام 1889. تعافت صحة ثيو أيضاً وكان مستعداً للانتقال إلى بيت مع زوجته الجديدة، كما ساعد أوكتافي موس الذي كان ينظم معرضاً (اسمه Les XX) في بروكسل حيث عرضت فيه ست من لوحات فنسنت. بدا فنسنت متحمساً منتجاً في طوال ذلك الوقت. فصلت المراسلات المستمرة بين فنسنت وثيو العديد من الأمور حول عرض لوحات فنسنت ضمن المعرض. في 23 ديسمبر/كانون الأول من العام 1889 وبعد مرور سنة على حادثة قطع الأذن، عانى فنسنت من نوبة أخرى استمرت لأسبوع، لكنه تعافى منها بسرعة واستمر في الرسم. كما عانى من المزيد من النوبات في الشهور الأولى من العام 1890. من المحتمل أن تكون تلك الفترة الأسوأ بالنسبة لحالته العقلية اليائسة. بعد الاستعلام، شعر ثيو بأنه من الأفضل لفنسنت أن يعود إلى باريس ويوضع بعد ذلك تحت عناية الدكتور بول غاشي (1828 - 1909). وافق فنسنت على اقتراح ثيو وأنهى أموره في سان ريمي. في 16 مايو/مايس 1890 ترك فينسينت فان خوخ المستشفى النفسي وذهب ليلاً بواسطة القطار إلى باريس.

## أواخر حياته

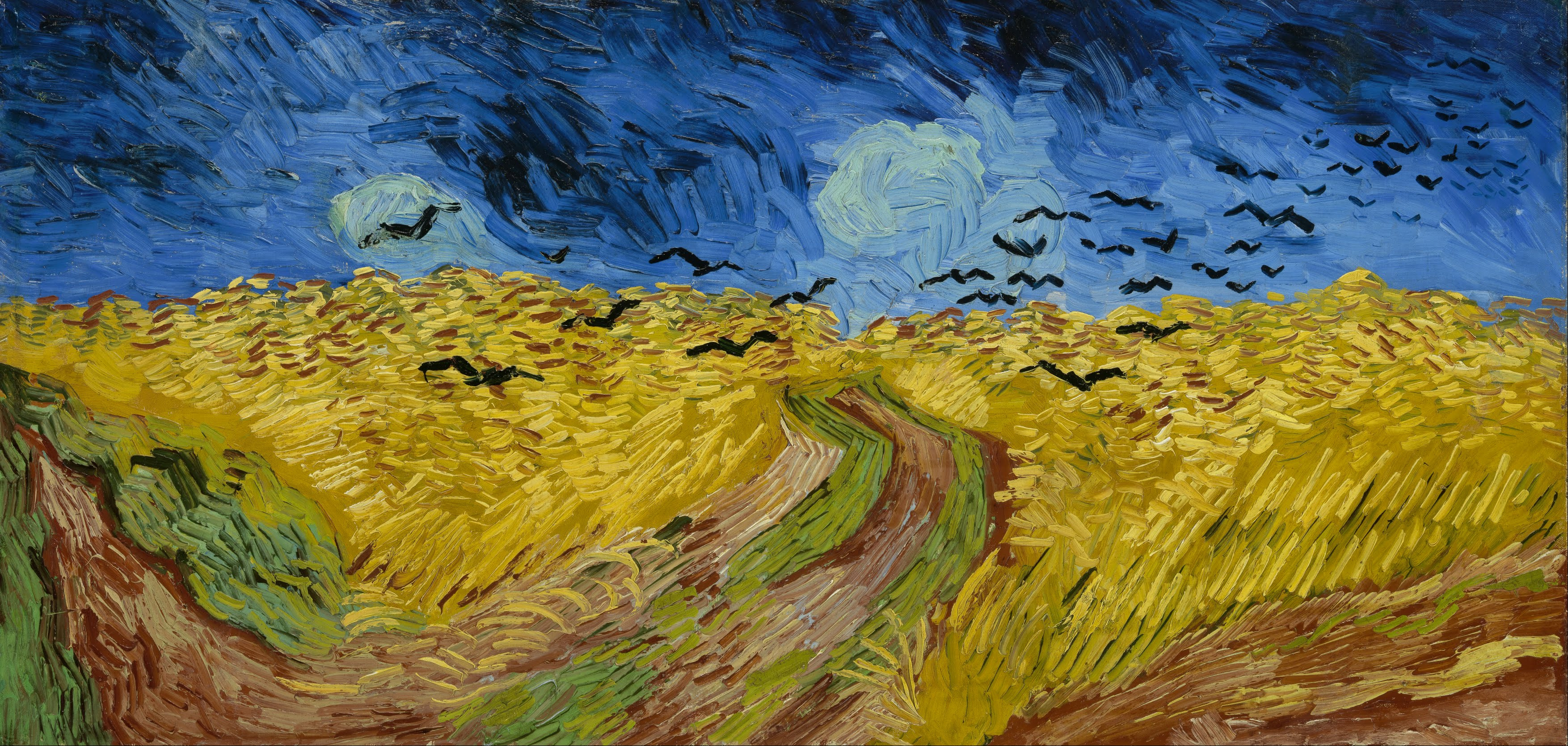
حَقِل قَمحْ مَع غربان، بريشة فان خوخ، أكمَلها الفَنان يَوم 10 يوليو مِن عامْ 1890 أي قَبلَ 19 يوماً من انتحاره، ما يَجعَلُها آخر أعماله الفَنية المؤرخة. متحف فان خوخ ، أمستردام.

كانت رحلة فنسنت إلى باريس هادئة، واستقبله ثيو عند وصوله. بقي فنسنت مع ثيو وزوجته جوانا ومولودهما الجديد فنسنت وليم، (الذي سمي على اسم فنسنت)، لثلاثة أيام. لكن فنسنت شعر ببعض الإجهاد فاختار ترك باريس والذهاب إلى أوفير سور أوايز. اجتمع فنسنت بالدكتور غاشي بعد فترة قليلة من وصوله إلى أوفير. استطاع فنسنت إيجاد غرفة لنفسه في إحدى المباني الصغيرة التي ملكها آرثر غوستاف رافو، وبدأ بالرسم على الفور.

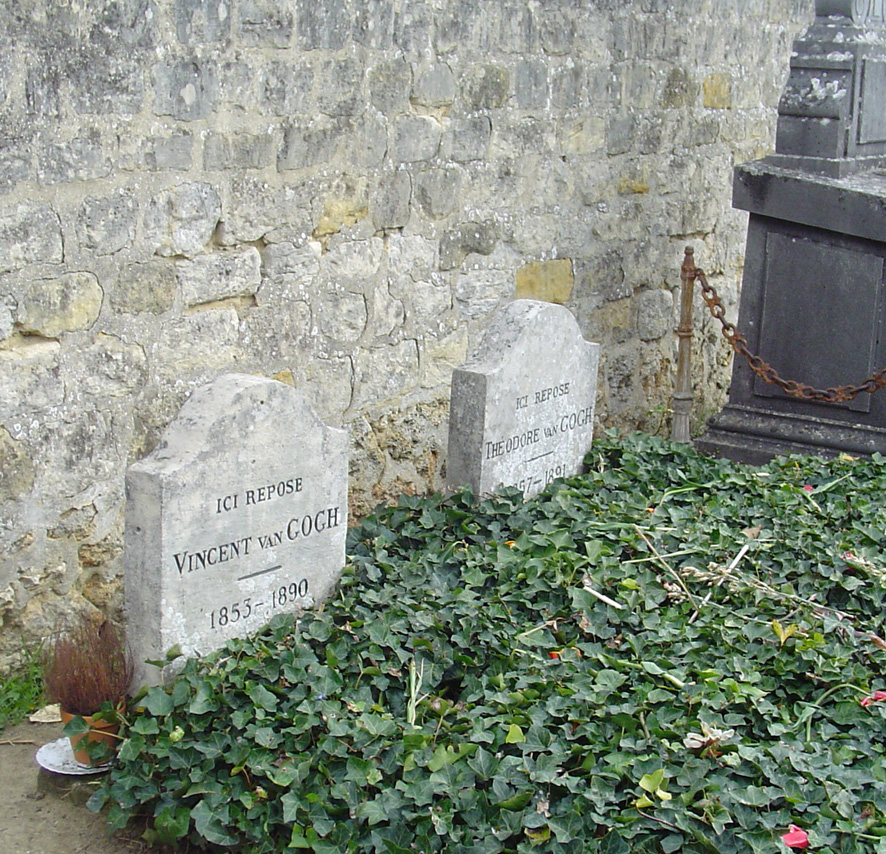
قبر فنسنت وثيو فان خوخ في فرنسا

كان فنسنت مسروراً من أوفير سور أوايز التي أعطته الحرية التي لم يحصل عليها في سان ريمي، وفي نفس الوقت زودته بالمواضيع الكافية لرسمه. أسابيع فنسنت الأولى هناك انقضت بشكل هادئ. في 8 يونيو/حزيران، قام ثيو وجو وطفلهما الرضيع بزيارة فنسنت وغاشي ليقضوا يوماً عائلياً ممتعاً. بقى فنسنت طوال يونيو/حزيران في حالة نفسية جيدة وكان كثير الإنتاج، فرسم بعض أعماله المعروفة مثل «صورة الدكتور غاشي» ولوحة «الكنيسة في أوفير». علم فنسنت بعد ذلك بخبر غير جيد وهو أن ابن أخيه مريض جدًا. كان ثيو يمر بأكثر أيامه عسرًا في الآونة الأخيرة. بعد تحسن صحة الرضيع، قرر فنسنت زيارة ثيو وعائلته في 6 يوليو/تموز فذهب إليهم مبكراً بواسطة القطار ثم عاد إلى أوفير. استأنف فنسنت الرسم وكان سعيدًا الأسابيع الثلاثة التالية.
في مساء يوم الأحد الموافق 27 يوليو/تموز 1890 أخذ فينسينت فان خوخ مسدساً وأطلق على صدره رصاصة. استطاع فنسنت العودة إلى رافو وهو يتمايل حيث انهار على السرير ثم اكتشفه رافو. استدعي الدكتور مازيري وكذلك الدكتور غاشي. آثر الطبيبان عدم محاولة إزالة الرصاصة من صدر فنسنت، ثم كتب غاشي رسالة طارئة إلى ثيو. لم يكن لدى الدكتور غاشي عنوان بيت ثيو وكان لا بد من أن يكتب إلى المعرض الذي كان يعمل فيه. لكن ذلك لم يتسبب في تأخير كبير، فوصل ثيو في عصر اليوم التالي.

بقي فنسنت وثيو سوية حتى الساعات الأخيرة من حياته. ذكر ثيو لاحقاً بأن فنسنت أراد الموت بنفسه، فعندما جلس إلى جانب سريره قال له فنسنت 
 La tristesse durera toujours 
.«أن الحزن يدوم إلى الأبد». مات فنسنت فان خوخ في الساعة الحادية والنصف من صباح يوم 29 يوليو/تموز 1890 عن سن السابعة والثلاثين. رفضت الكنيسة الكاثوليكية في أوفير السماح بدفن فنسنت في مقبرتها لأنه انتحر، لكن مدينة ميري القريبة وافقت على الدفن والجنازة، وتم ذلك في 30 يوليو/تموز.
توفي ثيو فان خوخ في أوفر سور أوايز بفرنسا بعد رحيل فنسنت بستة شهور. دفن في أوتريخت لكن زوجته جوانا طلبت في عام 1914 إعادة دفن جسده في مقبرة أوفيرس إلى جانب فنسنت. طلبت جوانا أيضاً بأن يزرع غصين نبات معترش من حديقة الدكتور غاشي بين أحجار القبر. تلك النباتات هي نفسها موجودة في موقع مقبرة فنسنت وثيو حتى هذا اليوم.

## أعماله
حاول فنسنت فان خوخ في أعماله بأن يلتقط أكبر قدر ممكن من الضوء، كما عمل على إبراز تماوج طيف الألوان في لوحاته المختلفة: الطبيعة الصامتة، باقات الورد (دوار الشمس)، للوحات الشخصية، اللوحات المنظرية (جسور لانغلوا، حقل القمح بالقرب من أشجار السرو، الليلة المتلألئة).
يعتبر فان خوخ من رواد المدرستين الانطباعية والوحشية. تعرض أهم أعماله في متحف أورساي بباريس (مخيم البوهيميون، لوحات شخصية)، وفي متحف فان خوخ الوطني في أمستردام بهولندا.

## وصلات خارجية
- مقالات تستعمل روابط فنية بلا صلة مع ويكي بيانات
- فنسنت فان خوخ على موسوعة بريتانيكا